# 더프 제도

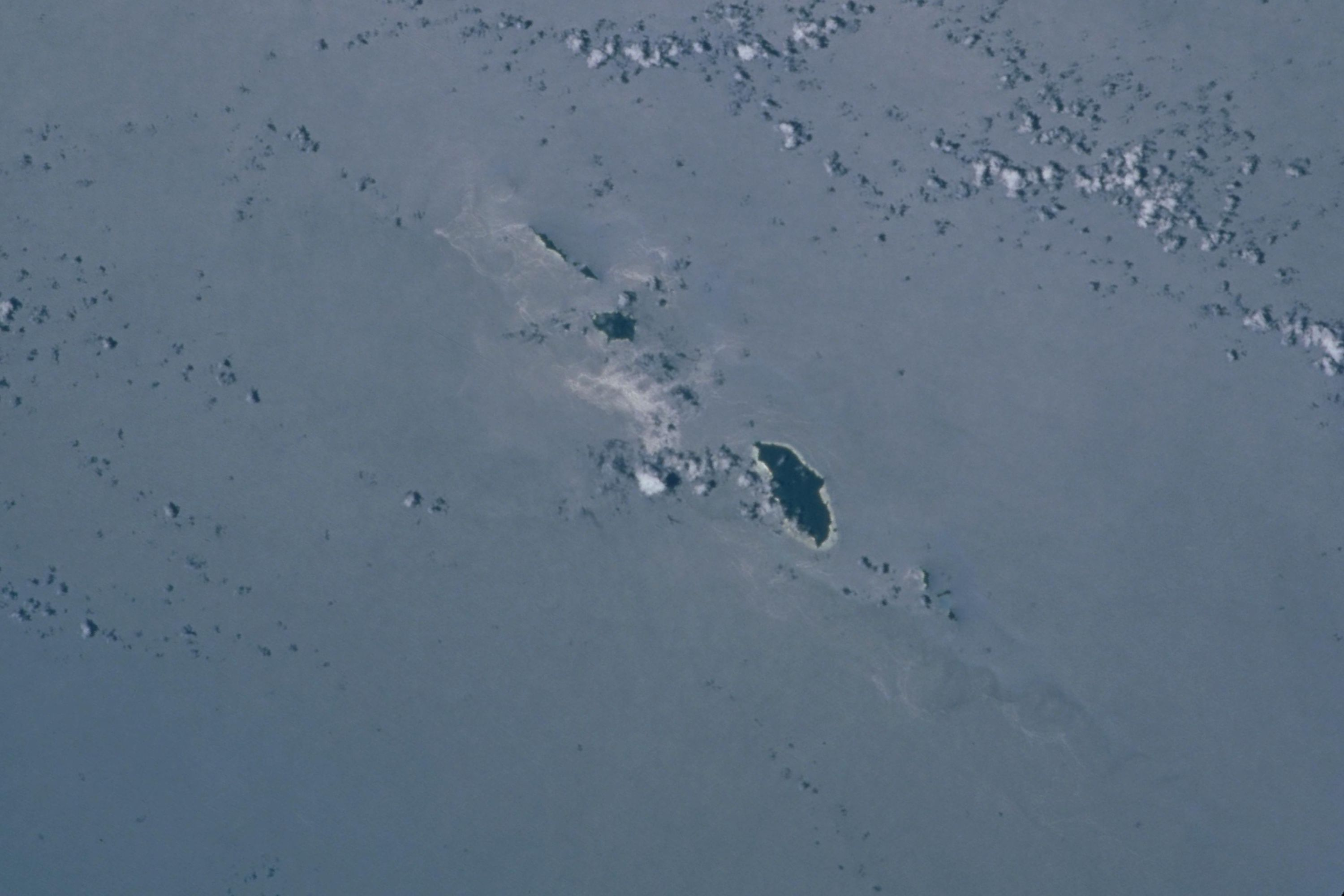
우주에서 본 더프 제도

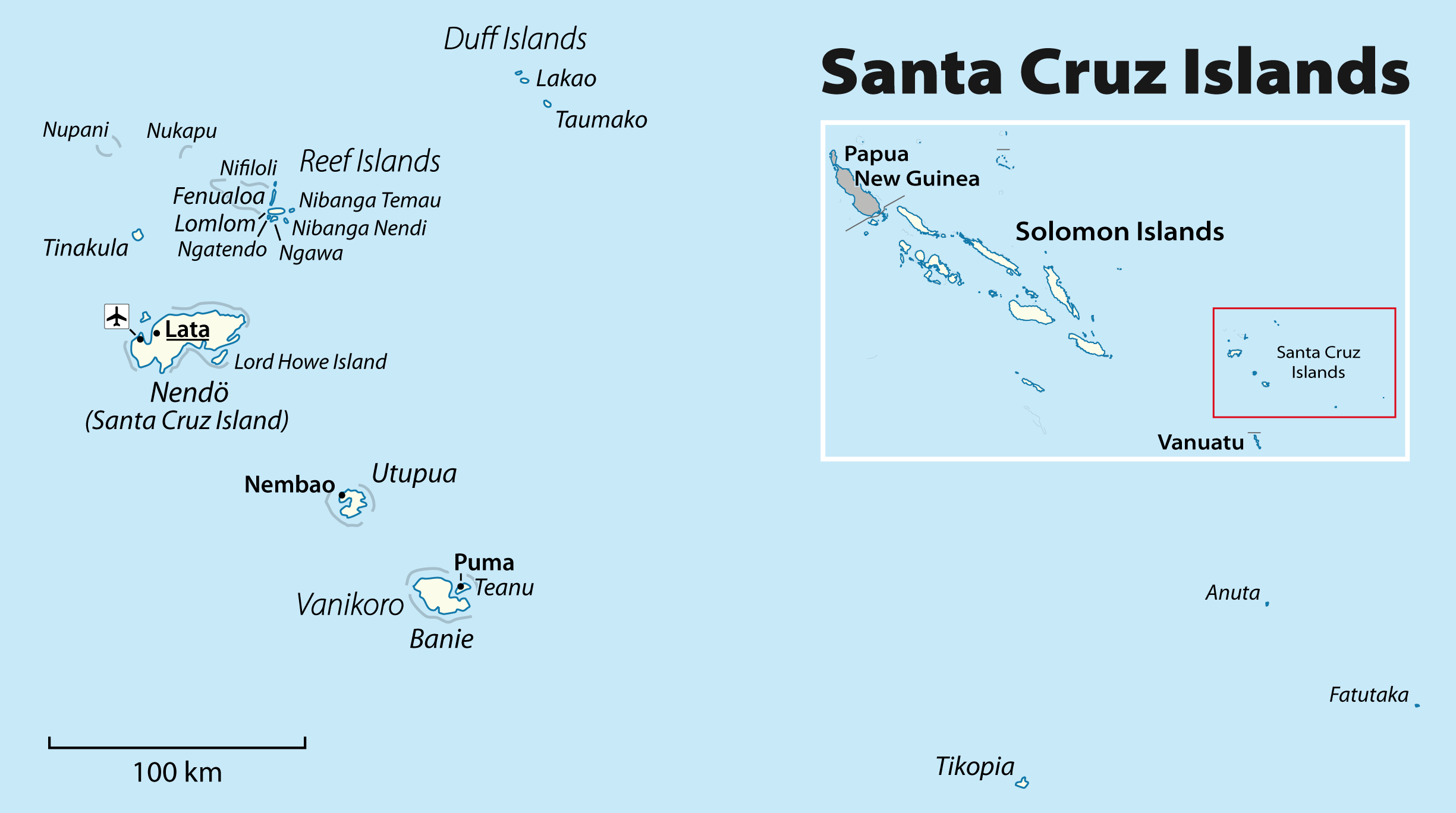

더프 제도(Duff Islands)는 솔로몬 제도 테모투주에서 북동쪽에 위치한 작은 군도이다. 다른 이름은 윌슨 제도(Wilson Islands)이다.

## 위치와 지리
이 제도는 위도 9°51'48" S., 경도 167°4'48" E.에 위치해 있다.
더프 제도는 다음으로 구성된다:
- 타우마코섬(Taumako): 주요 섬이자 최대의 섬.
- 배스 제도(Bass Islands): 루아섬, 카섬, 로레바섬.
- 보물 제도(Treasurer's Islands): 툴레키섬, 엘링기섬, 테아쿠섬, 라카오섬, 울라카섬.

## 같이 보기
- 멜라네시아
- 오세아니아
- 역외 폴리네시아